# Ixyophora luerorum
Ixyophora luerorum är en orkidéart som först beskrevs av Roberto Vásquez och Dodson, och fick sitt nu gällande namn av Patricia A. Harding. Ixyophora luerorum ingår i släktet Ixyophora och familjen orkidéer.
Artens utbredningsområde är Bolivia. Inga underarter finns listade i Catalogue of Life.